# Kreisgericht Cottbus (Preußen)
Das Kreisgericht Cottbus war von 1849 bis 1879 ein preußisches Kreisgericht mit Sitz in Cottbus.

## Geschichte
In Cottbus bestand bis 1849 das Land- und Stadtgericht Cottbus sowie Patrimonialgerichte. Nach der Märzrevolution wurden mit der „Verordnung über die Aufhebung der Privatgerichtsbarkeit und des eximierten Gerichtsstandes sowie über die anderweitige Organisation der Gerichte“ vom 2. Januar 1849 diese Gerichte aufgehoben und einheitlich Kreisgerichte gebildet.
In Cottbus entstand so das Kreisgericht Cottbus. Es war für den Sprengel des ehemaligen Land- und Stadtgerichtes Cottbus sowie die Sprengel der aufgehobenen Patrimonialgerichte im Kreis Cottbus zuständig. Lediglich die Orte Fehrow und Schmogrow wurden der Gerichtskommission in Peitz zugeordnet. Zuständiges Appellationsgericht war das Appellationsgericht Frankfurt a. d. Oder.
Im Rahmen der Reichsjustizgesetze wurden reichsweit einheitlich Amts-, Landes- und Oberlandesgerichte geschaffen. In Cottbus entstand so das Amtsgericht Cottbus sowie das Landgericht Cottbus.

## Gerichtskommission Peitz
Die Gerichtskommission Peitz war für den Sprengel der früheren Land- und Stadtgerichtskommission Peitz sowie die Orte Fehrow und Schmogrow zuständig und war mit zwei Bezirksrichtern besetzt. 1879 wurde sie aufgehoben und das Amtsgericht Peitz an seiner Stelle geschaffen.